# Lagoa de Maricá
A Lagoa de Araçatiba situa-se no município de Maricá na Região Metropolitana do Rio de Janeiro. É própria para pesca e esportes náuticos.